# 南通市工人业余大学
南通市工人业余大学，是位于江苏省南通市的一所公办普通专科高校，提供大专、中专、成人教育。

## 历史
- 1963年，建立南通市工人业余大学。
- 2009年12月，南通市政府批准南通市工人业余大学与江苏省南通商贸高等职业学校合并升格为江苏省南通商贸高等职业技术学院。将报省政府审批。

## 专业设置
- 文学艺术系
- 经济系
- 机电工程系
- 基础部